# Gyulafirátót
Gyulafirátót (németül: Rathold) Veszprém részönkormányzattal rendelkező városrésze, 1984-ig önálló község volt. A 2001. február 1-jei népszámlálás idején 3217 lakosa volt.

## Fekvése
Gyulafirátót az Öreg-Bakony lejtőjén, Veszprém központjától 7,6 kilométerre északkeletre, a 82-es főút mellett található. A városból a 23-as jelzésű autóbusszal érhető el; Öskü-Hajmáskér felől a 8214-es út vezet a településre.

## Geológiája
Gyulafirátót a Bakony északkelet-délnyugati csapásirányú vonulatának déli-délkeleti lábánál helyezkedik el mintegy 200 m-es átlagos tengerszint feletti magasságban. Földtanilag a település 3 különböző képződményre épült, melyből a legidősebb a település északnyugati részén (pl. a templomdombon és a kálvárián) előbukkanó triász időszaki fődolomit, amelyből id. Lóczy Lajos gyűjtött Gyulafirátót mellett kiváló megtartású Gemmellarodus seccoi (PARONA) megalodus kagyló példányokat (pontosabban annak G. seccoi seccoi alfaját.) Az említett kagylófosszília a felső-nóri alemelet egyik vezérkövülete. A település keleti részére jellemző a miocén korú ún. Gyulafirátóti formáció (eredetileg szárazföldi-folyóvízi üledékek), a délnyugati ill. nyugati terület alapját képező legfiatalabb képződmény pedig a Séd és elődje által felhalmozott pleisztocén-holocén folyóvízi agyagból és üledékből áll. Gyulafirátót ez utóbbi része egy mocsaras területtel szomszédos. Lókút és Eplény irányából több vető (törés, szám szerint 4) is Gyulafirátót felé mutat, melynek domborzatilag is jól látható jele az a völgy, ami Eplény irányából Rátótra ereszkedik le északnyugati irányból (a Zircre vezető főút is ebben halad). A Gyulafirátóttal szembeni triász vonulatot egy markáns törés határolja el, amelynek vonala Hajmáskér és Kádárta között magasodó sziklafalak képében szemmel is jól látható.

## Klíma
Gyulafirátót klímáját erőteljesen meghatározza fekvése. Az uralkodó szélirány északnyugat-délkeleti, azaz merőleges a Bakony vonulatára. Mivel a Gyulafirátót felett emelkedő vonulatok mintegy 250–300 m-rel magasodnak a település fölé, a csapadék nagy nagy része az ottani felszálló légáramlatoknak megfelelően a hegyek északnyugati oldalán hullik (luv-oldal), s a lee-oldalon fekvő terület, a leszálló légtömegek következtében ennek folytán kevesebb csapadékban részesül. Ugyanakkor, bár a település a Séd-völgy peremén található, azaz a domborzatilag legmélyebben fekvő zóna mellett, a téli félévre jellemző erőteljes északnyugati-szél dominancia miatt nehezebben alakul ki komolyabb lehűlés a téli éjszakákon. Ehhez hozzájárul még az is, hogy az említett vetők által kialakított völgy Eplény irányából lehetővé teszi a szelek direkt behatolását a településre. A délkeleti fekvés miatt sok napsütést kap és nyáron, a hiányos vegetáció miatt környezete gyorsan felmelegszik.

## Flóra
A Veszprém tágabb környezetét még a középkor elején is sűrűn borító eredeti erdők, olykor még az erdőtalajok is javarészt eltűntek az erdőirtás és az egykori intenzív legeltetés következményeként (például: Kádárta és Várpalota között). Gyulafirátót környezetében is nagy fokú volt a talajerózió. A településtől északra ültetett fenyvesek (főleg feketefenyő, Pinus nigra) találhatók, azonban több helyen is megfigyelhető a csertölgy lassú újratelepülése a szabad foltokban (főként a fenyvesek védelmében). A feketefenyő telepítését egykor az indokolta, hogy tagja eredeti élőhelyén a xeroterm fenyvesek alkotta vegetációnak, azaz jó szárazságtűrő és igen sovány talajokon is megél. Hátránya azonban, hogy a megmaradt talajt elsavanyítja és árnyékolásával kiírtja az eredeti aljnövényzetet. Az alapkőzet nagy területeken a felszínre került, helyenként rajtuk sziklafüves lejtősztyeprétek és nyílt sziklagyepek vannak. A dolomitflóra a Keleti-Bakonyéval mutat megegyezést, a szárazságtűrő (xeroterm) dolomitnövényzet nagy elterjedését a meleg főnszelek is magyarázzák. A tektonikus eredetű mélyedésekben, a felszínre törő karsztvizek miatt kialakult vizenyős alluviumon helyenként (pl. Gyulafirátóton) láprétek alakultak ki. A növekvő csapadéknak és a magasabb domborzati helyzetnek (és nem utolsósorban a jobban megőrződött eredeti talajnak) köszönhetően felfelé, Eplény irányában haladva az idegenhonos feketefenyő után megjelenik a tölgy, majd Eplény magasságában már bükkerdők is díszlenek.

## Története

A Rátót nemzetség címere

A 4. században római villa állt Gyulafirátót határában, a ma Pogányteleknek nevezett területtől kissé délnyugatra. A település helyének kiválasztásában a források meghatározóak lehettek. Az ásatások 1903-1904. évben zajlottak a veszprémi múzeum által, amikor is 8 kőépület és egy égetőkemence maradványait, majd 1911-ben egy újabb ásatáson a dombháton több másik római épületet tártak fel. A település római neve talán Cimbriana lehetett.
A falu létrejöttének pontos dátumát nem ismerjük, de azt tudjuk, hogy 1239-ben már az olasz eredetű Rátót nemzetségből származó Rátold (Rátót) család birtoka volt, belőlük alakult ki a Gyulaffy család, aki a település későbbi birtokosa lett, és róluk kapta nevét a település is.
A Rátold család egyik tagja, Mátyás esztergomi érsek által Gyulafirátóton a 13. században alapított premontrei kolostor kora gótikus épületét a török időkben lerombolták, ma már csak romjai láthatók. A falu északi részén egykor a Rátoldok vára vagy kastélya állt; ennek mindmáig feltáratlan maradványai a református templom mögötti Kálvária-domb mélyén találhatók.
1986-ban a helyiek és az itt állomásozó oroszok között a mexikói labdarúgó-világbajnokság szovjet–magyar meccs után verekedés tört ki, egy szovjet katona T–72-es tankkal agyontaposta Radics József kőművest.

## Nevezetességek
- Premontrei monostor romjai
- Kálváriadomb
- Halastó Gyulafirátót határában

## Érdekességek
- Sub Bass Monster rapzenész egyik dalának címe, mely a helységről szól, szintén Gyulafirátót. A zenész maga is gyulafirátóti.
- Gyulafirátót gyakran gúnyolt falu volt. A községről szóló falucsúfolókat a szakirodalom rátótiáda néven említi.[8]

## Régi mondások, falucsúfolók a településről
- Rátóton ótották a ködöt. Kinevezték a rákot szabólegénynek.[9]

## Képgaléria

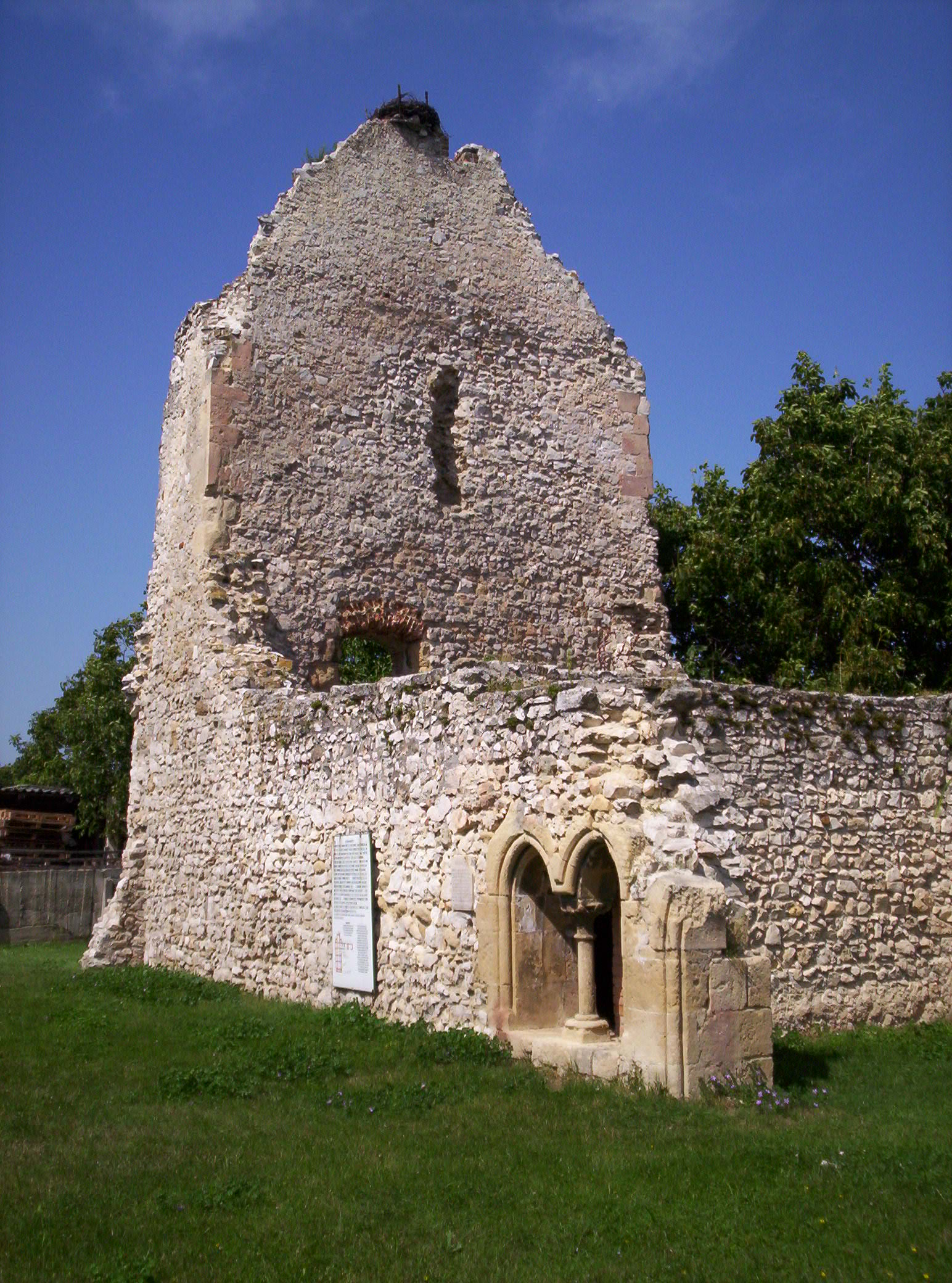
A gyulafirátóti premontrei kolostor romjai
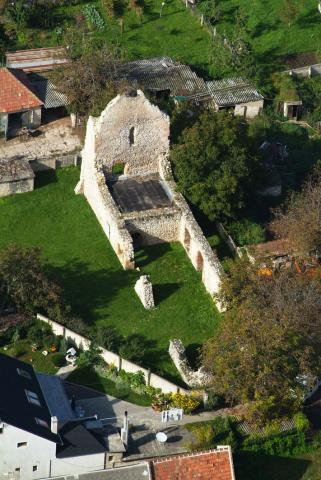
Légi fotó a kolostorról
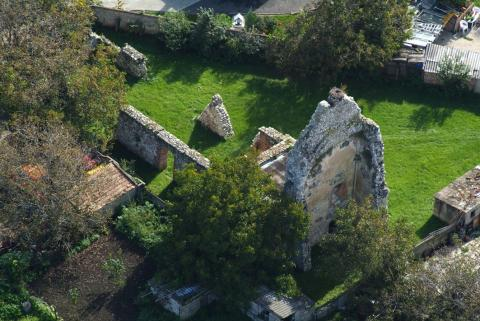
Légi fotó a kolostorról
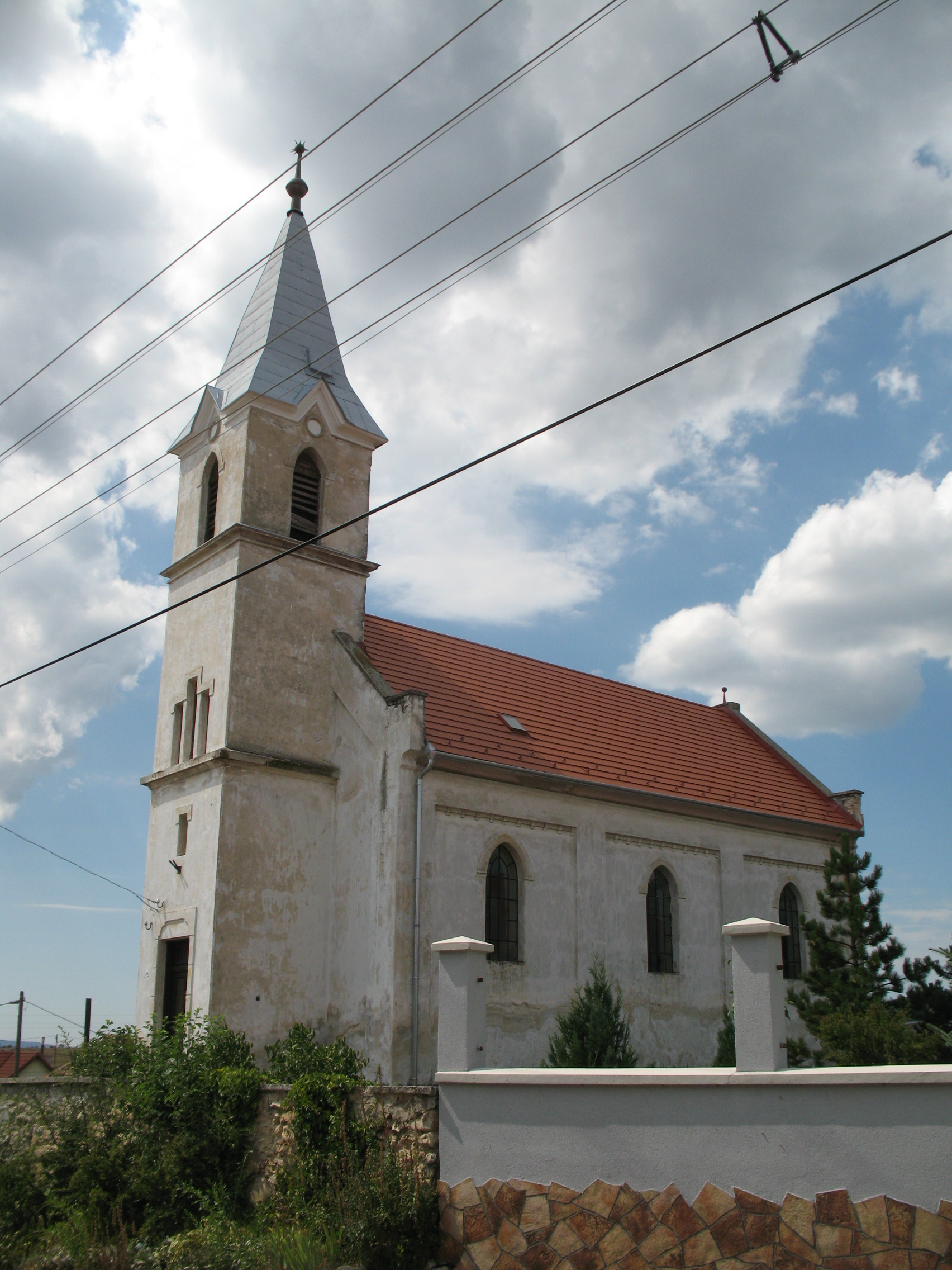
Református templom
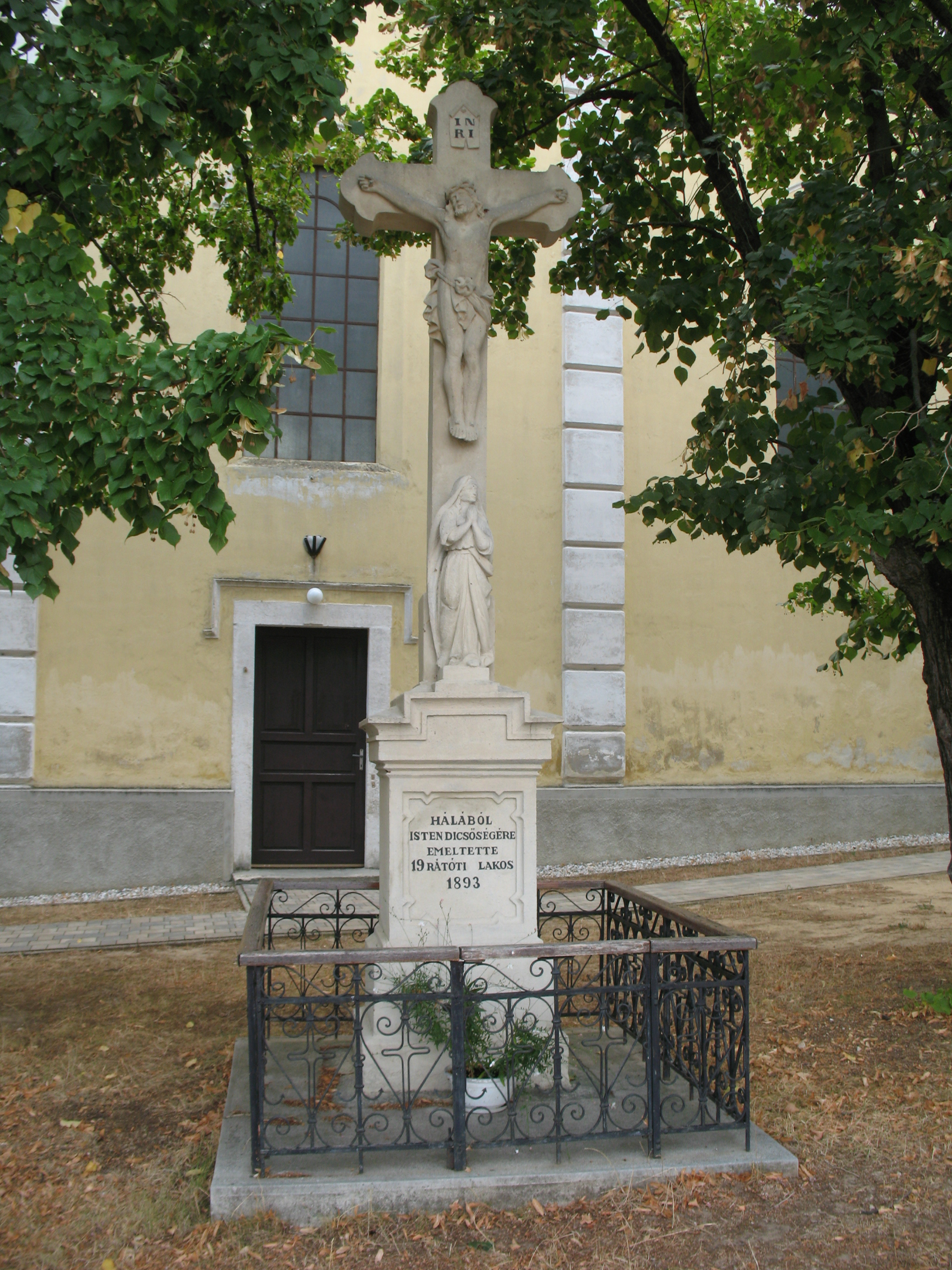
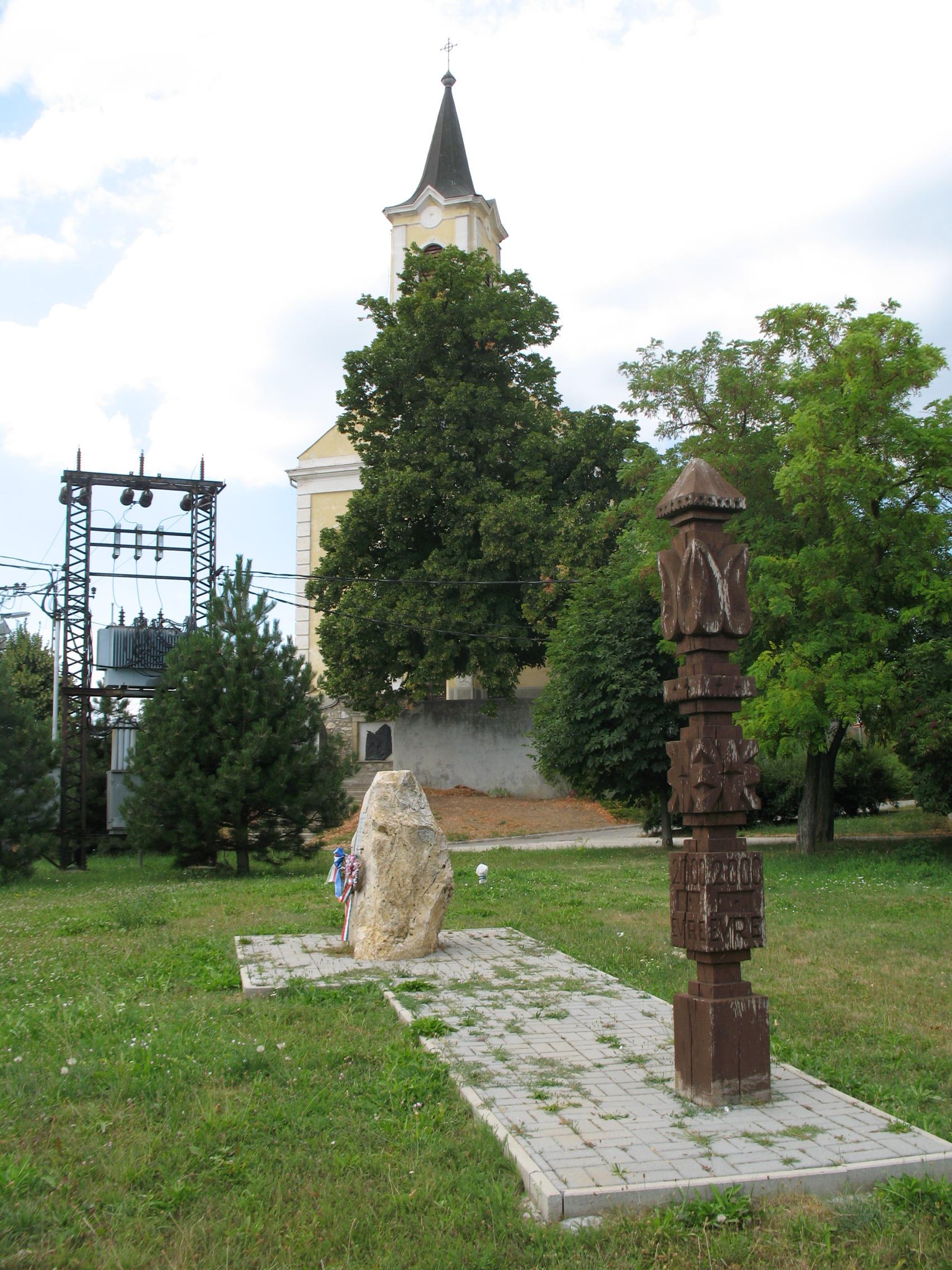

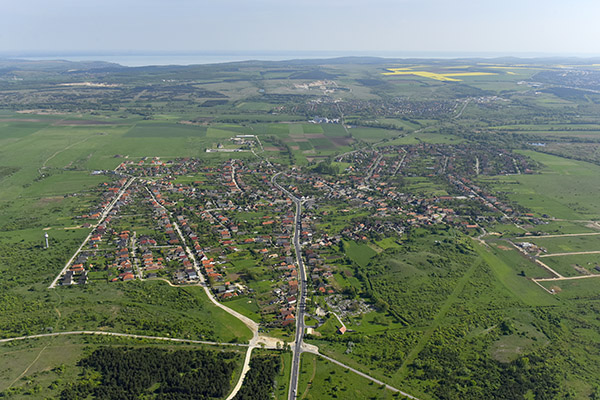
Gyulafirátót látképe madártávlatból
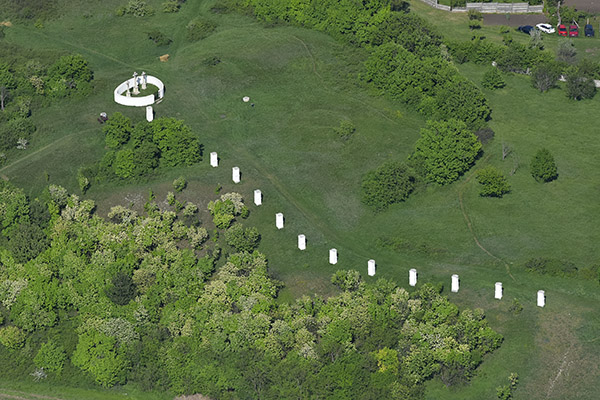
Gyulafirátót, a kálvária légi fotón
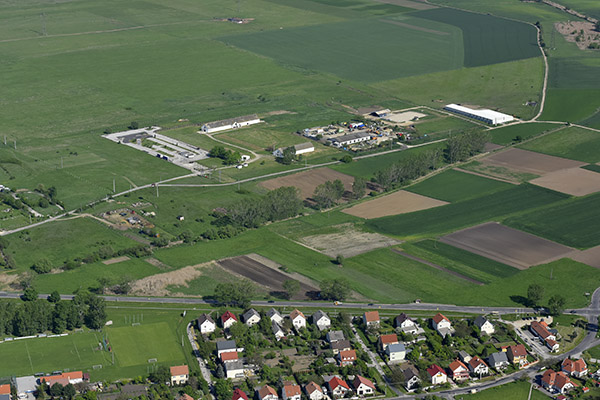
Gyulafirátót a magasból fényképezve
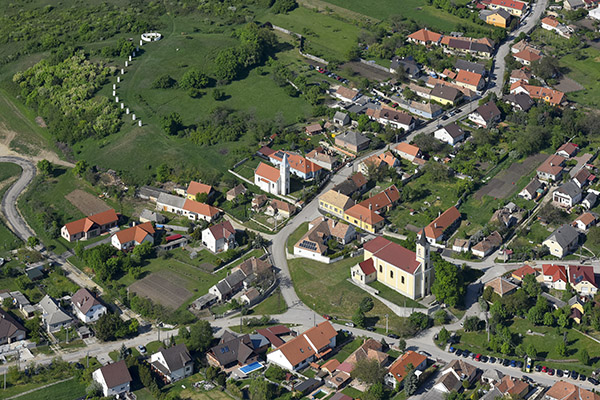
Templomok a levegőből, Gyulafirátót